# FC Den Bosch/BVV in het seizoen 1966/67
Het seizoen 1966/1967 was het 13e jaar in het bestaan van de Bossche betaaldvoetbalclub FC Den Bosch/BVV. De club kwam uit in de Eerste divisie en eindigde daarin op de vijfde plaats. Tevens deed de club mee aan het toernooi om de KNVB Beker, hierin werd in de tweede ronde verloren van Blauw-Wit (1–2).

## Wedstrijdstatistieken

### Eerste divisie
|       | Alkmaar '54 | Blauw-Wit | SC Cambuur | D.F.C. | DHC '66 | SC Drente | Eindhoven | De Graafschap | Heracles | Holland Sport | N.E.C. | RBC   | RCH   | SVV   | Velox | Vitesse | Volendam | De Volewijckers | FC Zaanstreek |
| ----- | ----------- | --------- | ---------- | ------ | ------- | --------- | --------- | ------------- | -------- | ------------- | ------ | ----- | ----- | ----- | ----- | ------- | -------- | --------------- | ------------- |
| Thuis | 3 – 0       | 1 – 1     | 2 – 1      | 4 – 1  | 4 – 1   | 1 – 1     | 3 – 1     | 2 – 0         | 3 – 1    | 1 – 3         | 1 – 2  | 2 – 0 | 2 – 0 | 0 – 0 | 1 – 1 | 3 – 2   | 3 – 0    | 1 – 2           | 0 – 0         |
| Uit   | 1 – 2       | 1 – 1     | 2 – 1      | 0 – 0  | 1 – 6   | 2 – 0     | 1 – 1     | 1 – 0         | 2 – 2    | 6 – 1         | 1 – 1  | 0 – 2 | 1 – 0 | 2 – 1 | 0 – 3 | 3 – 3   | 0 – 0    | 1 – 2           | 2 – 1         |

### KNVB beker
| 1e ronde                                        | FC Den Bosch/BVV                        | 2 – 1 (0 – 1, 1 – 1) Na verlenging | Fortuna '54                    |
| 2 april 1967 Plaats: 's-Hertogenbosch De Vliert | Wim van Helvoort 26' Karel Paulides 93' |                                    | 87' Jef Vliers                 |
| 2e ronde                                        | FC Den Bosch/BVV                        | 1 – 2 (1 – 0)                      | Blauw-Wit                      |
| 7 mei 1967 Plaats: 's-Hertogenbosch De Vliert   | Gerard van de Kerkhof 16'               |                                    | 51' Piet Witschge 59' Jan Royé |

## Statistieken FC Den Bosch/BVV 19/19

### Eindstand FC Den Bosch/BVV in de Nederlandse Eerste divisie 1966 / 1967
| Stand | Gespeeld | Gewonnen | Gelijk | Verloren | Punten | Doelpunten voor | Doelpunten tegen |
| ----- | -------- | -------- | ------ | -------- | ------ | --------------- | ---------------- |
| 5e    | 38       | 16       | 12     | 10       | 44     | 64              | 44               |

### Topscorers
| #      | Naam                  | Goal |
| ------ | --------------------- | ---- |
| 1.     | Frans Olde Riekerink  | 15   |
| 2.     | Wim Wolbers           | 13   |
| 3.     | Gerard van de Kerkhof | 7    |
| 4.     | Theo Borsten          | 6    |
| 4.     | Toon Brusselers       | 6    |
| 6.     | Ben Tinus             | 5    |
| 7.     | Sjef Koningstein      | 3    |
| 8.     | Wim van Helvoort      | 2    |
| 8.     | Karel Paulides        | 2    |
| 10.    | Carlo van den Bergh   | 1    |
| 10.    | Gerry van den Hout    | 1    |
| 10.    | Eef Mulders           | 1    |
| 10.    | Gerard Schuurman      | 1    |
| 10.    | Wim Wisse             | 1    |
| Totaal | Totaal                | 64   |

| #      | Naam                  | Goal |
| ------ | --------------------- | ---- |
| 1.     | Wim van Helvoort      | 1    |
| 1.     | Gerard van de Kerkhof | 1    |
| 1.     | Karel Paulides        | 1    |
| Totaal | Totaal                | 3    |

## Voetnoten
Alkmaar '54 ·
Blauw-Wit ·
Cambuur ·
FC Den Bosch/BVV ·
D.F.C. ·
DHC '66 ·
SC Drente ·
Eindhoven ·
De Graafschap ·
Heracles ·
Holland Sport ·
N.E.C. ·
RBC ·
RCH ·
SVV ·
Velox ·
Vitesse ·
Volendam ·
De Volewijckers ·
FC Zaanstreek